# Bacino di Melut

I rift dell'Africa centrale, con il bacino di Melut nel Sudan del Sud al confine con l'Etiopia.

Il bacino di Melut è una bacino di rift nel Sudan del Sud. Si estende nei due stati dell'Alto Nilo e di Jonglei, a sud della capitale Khartum e a est del fiume Nilo.

## Caratteristiche
Nel bacino sono presenti grandi accumuli di idrocarburi, anche se l'esplorazione petrolifera è stata recentemente molto ostacolata dai conflitti in corso. Il più grande campo petrolifero finora scoperto è il Great Palogue Field, che ha riserve stimate di circa 900 milioni di barili. Un oleodotto della PetroDar della lunghezza di 1380 km unisce Palogue a Porto Sudan sul Mar Rosso, ed è in funzione dal 2006.
L'oleodotto viene chiamato anche PetroDar pipeline, dal nome del consorzio che lo gestisce e corrispondentemente il greggio estratto dal bacino di Melut viene chiamato Dar Blend e raffinato a Porto Sudan.